# Grutas Mira Daire
Die Gruta dos Moinhos Velhos, besser als Grutas Mira Daire bekannt, sind ein Höhlenkomplex in der Gemeinde Mira de Aire, im mittelportugiesischen Kreis Porto de Mós.
Die Schauhöhle gilt als größte bekannte Höhle Portugals.

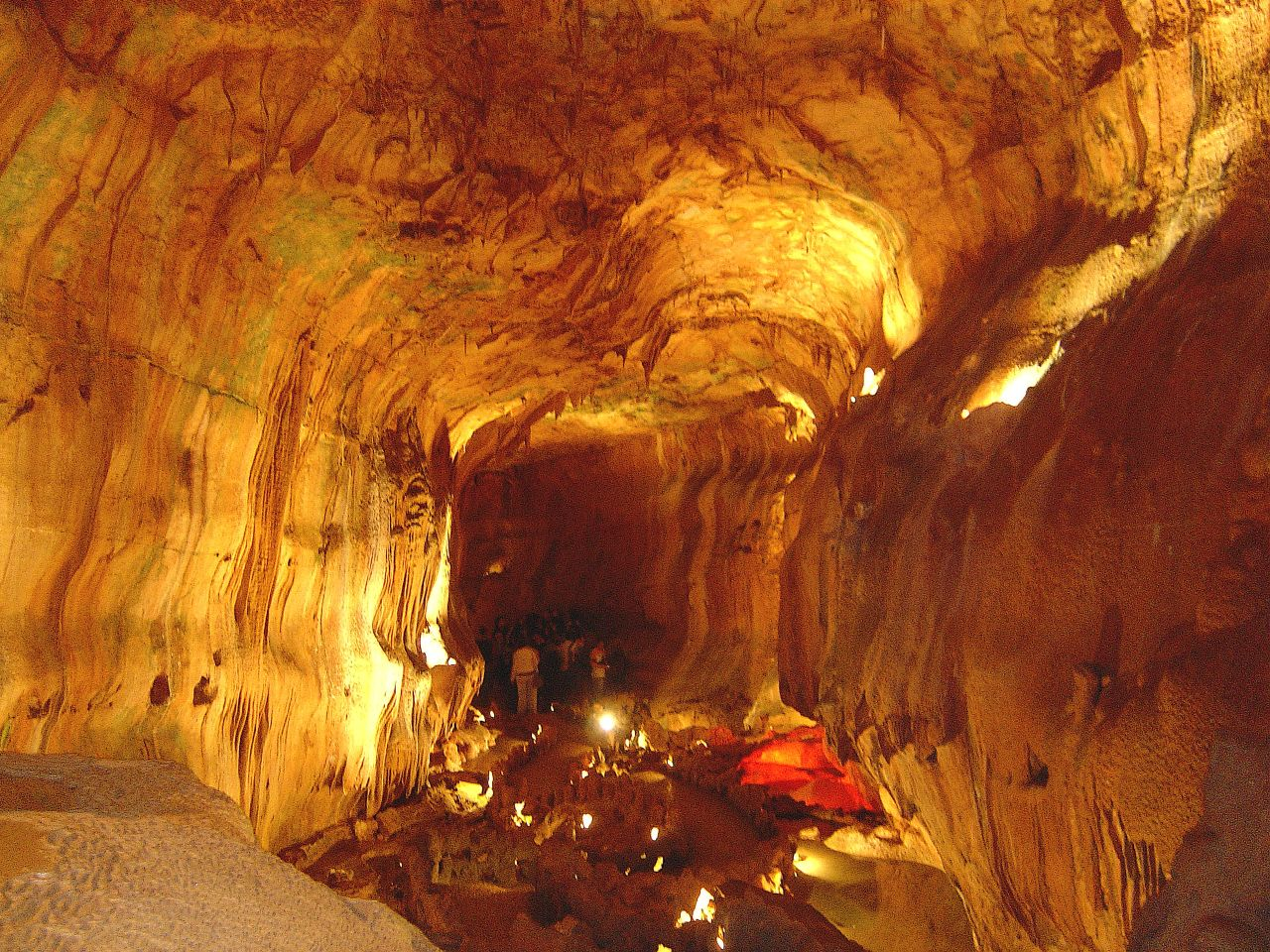
In der Galerie Grande der Gruta Mira Daire

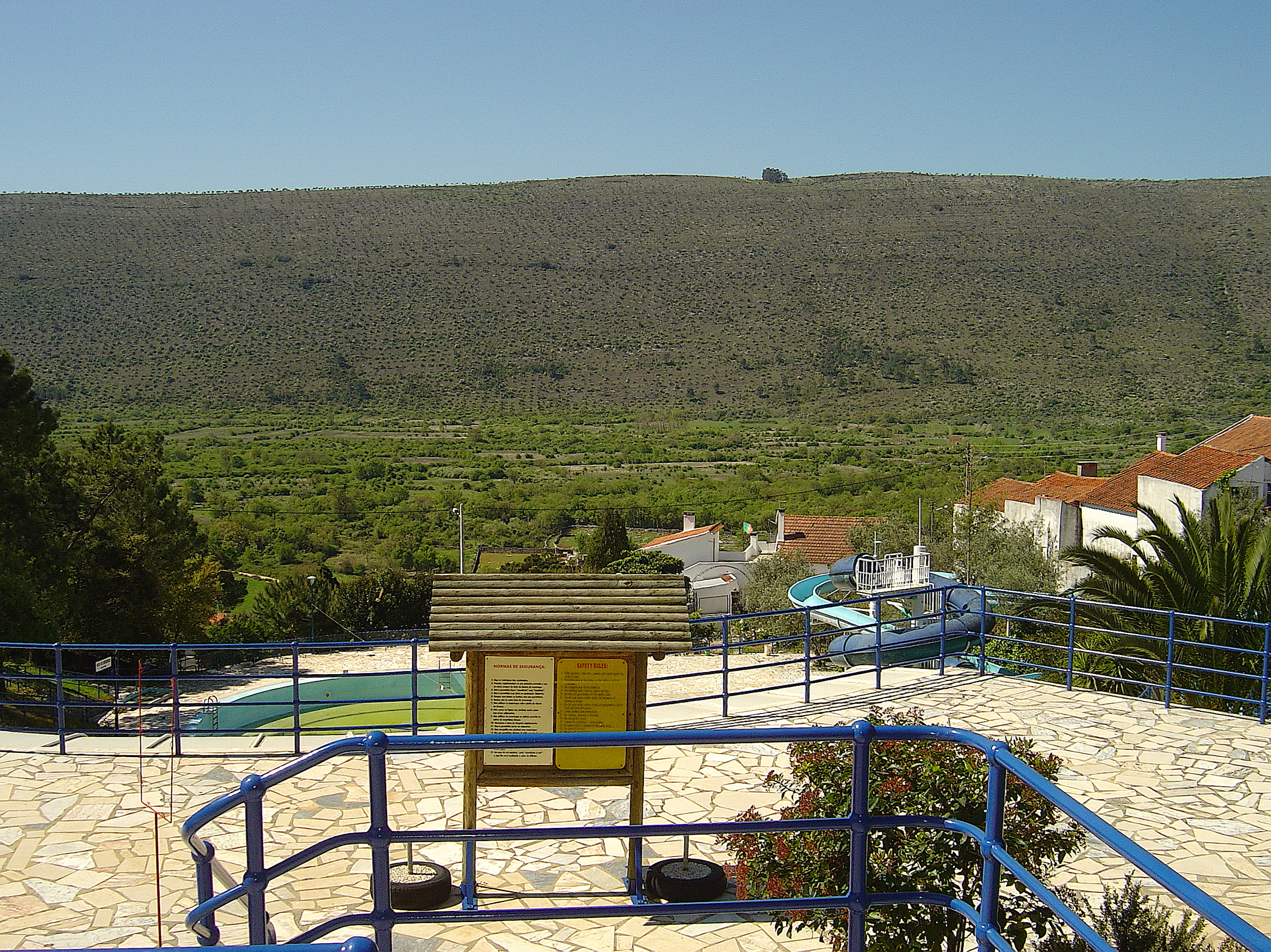
Eingangsbereich zur Gruta Mira Daire

Sie wurde 1947 entdeckt und steht seit 1955 unter Denkmalschutz. Bis heute sind 8.000 Meter bekannt.